# Hauptdeck
Das Hauptdeck, auch 1. Deck, (englisch main deck) ist ein Deck auf einem Schiff.

## Einzelheiten
Nach Definition der Behörden und der Klassifikationsgesellschaften ist das Hauptdeck das oberste auf ganzer Länge durchlaufende Deck eines Schiffes, wenn es zugleich das Freiborddeck (auch Vermessungsdeck) ist. Bei Volldeckschiffen ist das der Fall, dort ist das Hauptdeck zugleich das Schottendeck, bis zu dem alle wasserdichten Schotten hinaufreichen müssen. Ist über dem Freiborddeck jedoch noch ein weiteres auf ganzer Länge durchlaufendes Deck angeordnet, wie früher bei sogenannten Schutzdeckern üblich, so gilt dieses als Hauptdeck.
Schiffbaulich ist das Hauptdeck auch dasjenige, in dem sich die oberen auf ganzer Länge durchlaufenden Festigkeitsverbände des Schiffsrumpfs befinden.